# دوکسا
دوکسا (انگلیسی: Doxa)  یک نقطه نظر خاص، یعنی نقطه نظر حاکمان است که خود را به مثابه نقطه نظری جهان شمول ارائه و تحمیل می کند، فقط نقطه نظر کسانی  که به دلیل حاکمیتشان بر دولت آن را حاکم کرده اند و با ساختن دولت این نقطه نظر را به نقطه نظری جهانشمول بدل نموده اند. 